# Skyguard/Sparrow
Skyguard/Sparrow (Skyguard-Sparrow, «Скайгард/Спарроу», Skyguard/Aspide) — зенитный ракетно-пушечный комплекс (в одной из модификаций — зенитно-ракетный комплекс) малой дальности. Разработан и производился швейцарской фирмой Oerlikon Contraves AG и американской компанией Raytheon. В качестве зенитной управляемой ракеты комплекс использует ракеты AIM-7 Sparrow и Aspide, изначально разработанные как ракеты класса «воздух — воздух». Также в состав комплекса входят 35-мм артиллерийские установки Oerlikon GDF.
Комплекс был разработан в конце 1970-х годов, производился в различных модификациях в 1980-х — 1990-х годах. По состоянию на 2024 год, состоит на вооружении в Египте, Греции, Кувейте, Тайване, Кипре, а также, возможно, на Украине, ранее состоял на вооружении также в Италии и Испании.

## История создания
В 1970-х годах швейцарской компанией Oerlikon Contraves AG при содействии шведской фирмы Ericsson и швейцарской компании Siemens-Albis была создана система управления огнём Skyguard. Её разработка была завершена в 1977 году, а первая серийная система была передана заказчику в 1978 году. Изначально система использовалась для управления огнём 35-мм автоматических зенитных пушек Oerlikon GDF, но в конце 1970-х годов Oerlikon Contraves и американская фирма Raytheon адаптировали её для управления стрельбой из пусковых установок с ракетами AIM-7 Sparrow, изначально разработанных как ракеты класса «воздух-воздух». Испытательные стрельбы зенитно-ракетного комплекса (ЗРК) Skyguard/Sparrow были проведены в 1980 году на полигоне Чайна-Лейк (Калифорния) по беспилотным самолётам-мишеням. При этом использовались ракеты, в которых боевая часть была заменена на блок телеметрической аппаратуры. Мишени летели в направлении на ЗРК на высоте около 1000 м со скоростью 200—250 м/с. Всего было выполнено три пуска ракет. В первом из них ракета AIM-7E прошла на расстоянии в 3 м от самолёта-мишени QT-38, находящегося на расстоянии 4,7 км, что было расценено как успех, поскольку в случае оснащения ракеты боевой частью произошло бы срабатывание бесконтактного радиолокационного взрывателя и цель была бы поражена. Во втором и третьем пусках использовались ракеты AIM-7F, в результате обе цели, представлявшие собой самолёты-мишени QF-86, находящиеся на расстоянии 5,5 км и 6,8 км, были поражены прямыми попаданиями. Ещё одни испытательные стрельбы были проведены в 1980 году на полигоне НАТО, расположенном на острове Крит. В качестве цели использовались реактивные беспилотники-мишени Northrop BQM-74 Chukar, имитирующие крылатые ракеты. Одна из целей была сбита прямым попаданием на расстоянии 12 км, мимо второй ракета прошла на расстоянии 1 м, что было засчитано как поражение, поскольку бесконтактный взрыватель, срабатывающий при приближении к цели, в данном пуске был не активирован.

## Конструкция
Skyguard/Sparrow представляет собой полустационарный зенитный ракетно-пушечный комплекс малой дальности, для защиты войск (войсковая ПВО), а также наиболее ценных тыловых объектов (объектовая ПВО) от средств воздушного нападения противника. Средством поражения комплекса является одноступенчатая твердотопливная ракета с полуактивной радиолокационной головкой самонаведения, а также малокалиберные артиллерийские снаряды. Комплекс существует в двух основных вариантах, отличающихся типом используемой ракеты — Skyguard/Sparrow и Skyguard/Aspide.

### Состав комплекса
Типичная батарея (или огневая секция) комплекса Skyguard/Sparrow (Skyguard/Aspide) включает в себя одну систему управления огнём Skyguard, две четырёхконтейнерные пусковые установки с ракетами Sparrow или Aspide, а также две артиллерийские установки (спаренные 35-мм автоматические зенитные пушки Oerlikon GDF). Таким образом, комплекс Skyguard/Sparrow включает в себя 8 готовых к пуску зенитных ракет и две готовые к стрельбе артиллерийские установки. Батарея комплекса Skyguard/Sparrow ВВС Греции включает в себя две стандартные огневые секции, получающие целеуказание от радиолокационной станции Super Giraffe. В боевом положении система Skyguard соединяется с пусковыми установками и зенитными орудиями при помощи стандартного телефонного кабеля. При необходимости перемещения на новое место составные части комплекса буксируются грузовыми автомобилями. Технически комплекс может компоноваться как чисто зенитно-ракетный, без артиллерийских установок, в этом случае одна Skyguard/Sparrow может обеспечивать наведение до трёх пусковых установок Sparrow, однако ракетно-пушечная конфигурация комплекса оценивается как наиболее оптимальная для борьбы с целями, летящими на малой высоте. Комплекс Skyguard/Aspide армии Италии скомпонован как чисто зенитно-ракетный и включает в себя одну систему управления огнём Skyguard и две шестиконтейнерные пусковые установки с ракетами Aspide.

Состав ЗРПК Skyguard/Sparrow
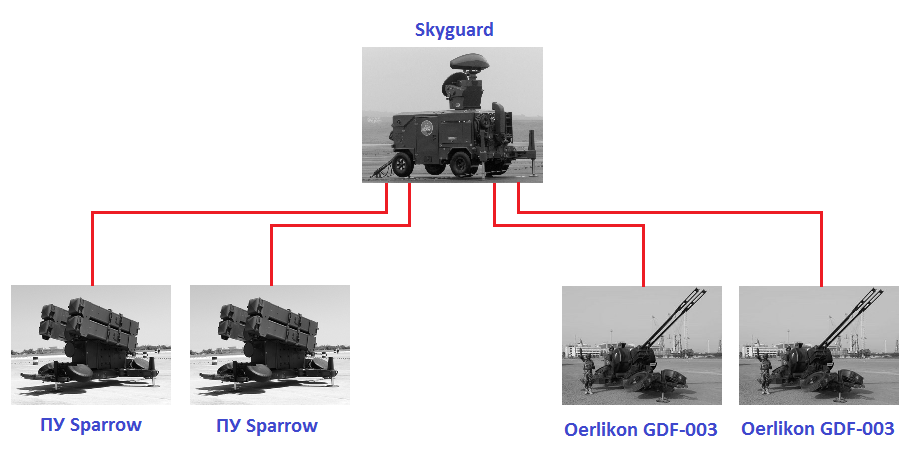
Батарея ЗРПК Skyguard/Sparrow войск ПВО Египта
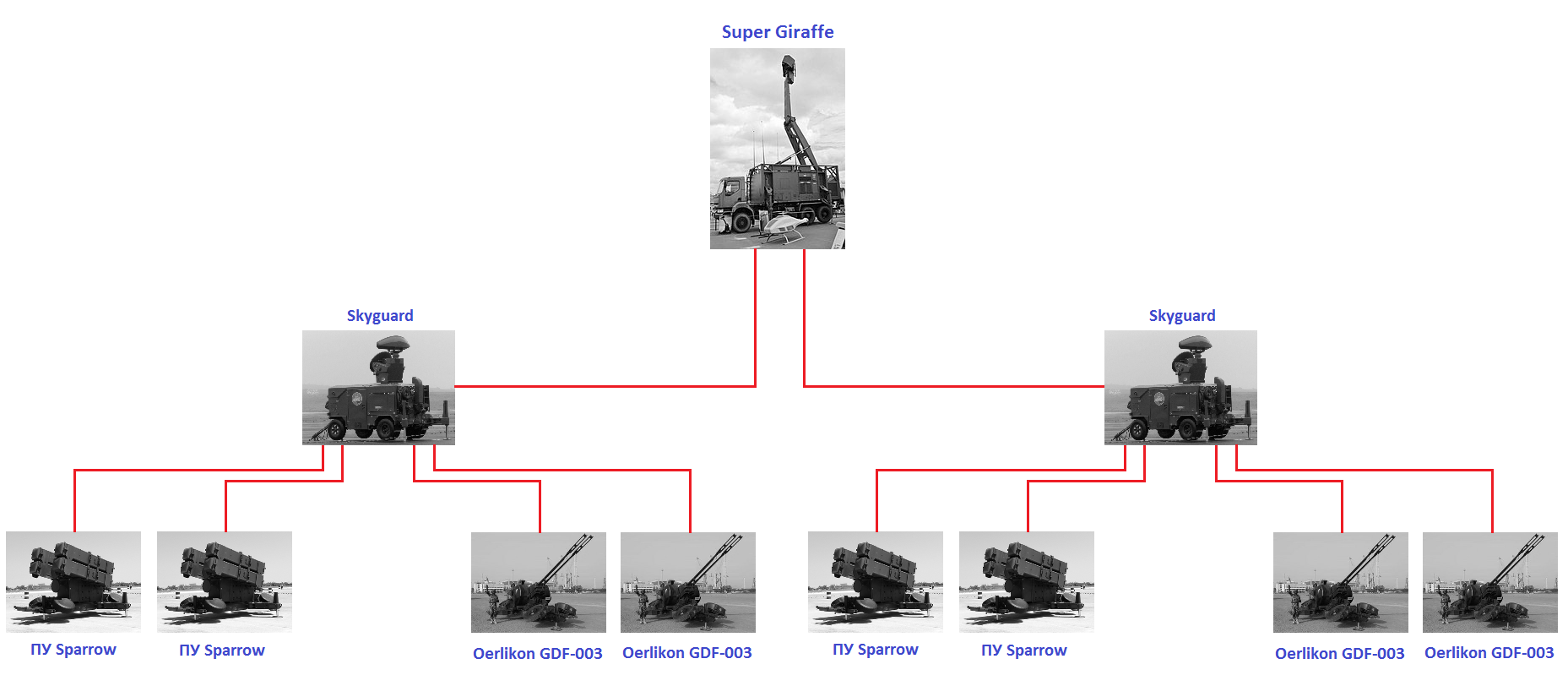
Батарея ЗРПК Skyguard/Sparrow ВВС Греции

Состав ЗРК Skyguard/Aspide армии Италии
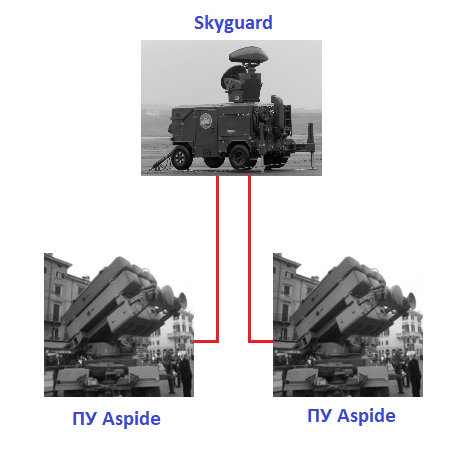

### Функционирование комплекса
Боевое применение комплекса производится следующим образом. Приближающаяся цель обнаруживается и берётся на сопровождение радиолокаторами (РЛС) системы управления огнём Skyguard, также возможно обнаружение и сопровождение цели при помощи телевизионной системы, смонтированной рядом с антеннами радиолокатора. Информация обрабатывается компьютерной системой, работающей под контролем операторов Skyguard, которые производят опознавание целей, выделяют наиболее опасные и принимают решение на их обстрел, а также выбирают средство поражения целей (ракеты или артиллерийские установки). При выборе пусковой установки она автоматически либо по команде находящегося в ней оператора разворачивается по направлению к цели, после чего она захватывается расположенной на пусковой установке РЛС подсветки цели и производится пуск ракеты. В полёте ракета принимает отражённый от цели радиосигнал РЛС и направляется к цели. При сближении ракеты с целью на необходимое расстояние (либо при прямом попадании) по команде от головки самонаведения ракеты производится подрыв боевой части. При выборе артиллерийской установки она автоматически наводится на цель и ведёт огонь по командам системы Skyguard, которая рассчитывает оптимальную точку попадания снарядов и длительность очереди выстрелов. Оценка результатов атаки производится путём радиолокационного наблюдения, а также с использованием телевизионной системы.

### Возможности комплекса
Комплекс Skyguard/Sparrow способен поражать цели в сложных погодных условиях и при применении противником помех. Максимальная дальность радиолокационного обнаружения целей составляет 20 км, оптического — 15 км. Максимальная дальность поражения ракетами составляет, в зависимости от типа ракеты и модели РЛС подсветки, 10 — 20 км, минимальная дальность поражения — 1,5 км, высота поражения — от 15 м до 5 км (по другим данным, до 6 км). Максимальная дальность поражения пушками составляет 4 км. Комплекс может одновременно обстреливать три цели (две ракетами и одну зенитными орудиями), время реакции комплекса составляет 8 секунд для ракет и 4,5 секунды для пушек.

### Ракеты

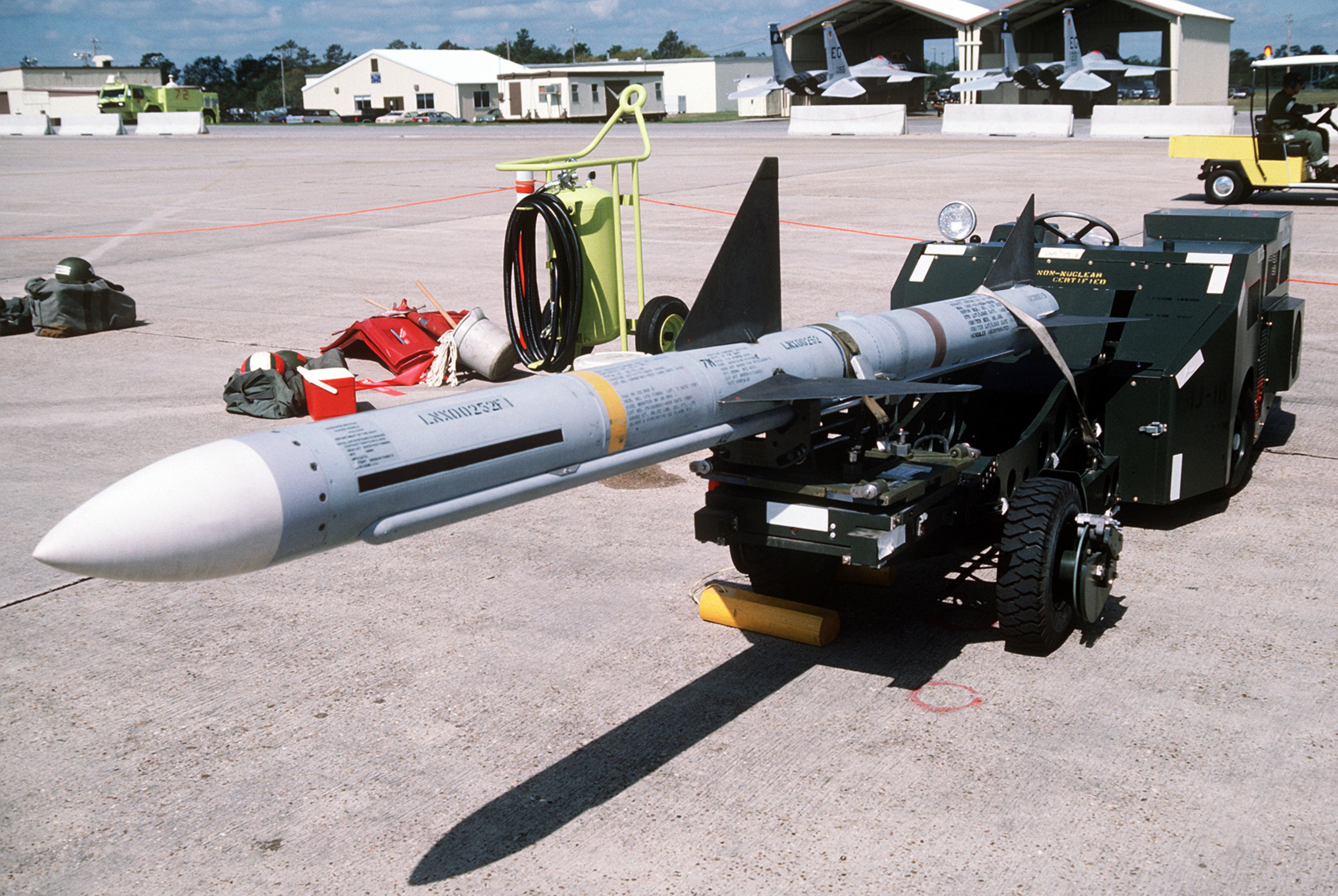
Ракета AIM-7 Sparrow

В различных версиях комплекса используются созданные американской фирмой Raytheon ракеты AIM-7 Sparrow (модификаций AIM-7E, AIM-7F и AIM-7M), её вариант для корабельных ЗРК RIM-7 Sea Sparrow (модификации RIM-7M), а также созданные на базе Sparrow итальянской фирмой Selenia Industrie Elettroniche Associate ракеты Aspide Mk.1 и Aspide 2000. Все ракеты одноступенчатые, с твердотопливным двигателем и полуактивной радиолокационной головкой самонаведения. Ракеты оснащены крестообразно расположенным оперением, при этом крылья хвостового оперения неподвижны, а крылья в средней части ракеты могут поворачиваться, обеспечивая управление ракетой в полёте. Боевые части ракет оснащены контактным и бесконтактным радиолокационным взрывателями.
Ракета AIM-7E имеет длину 3,66 м, диаметр корпуса — 0,203 м, размах крыльев — 1,02 м в средней части и 0,81 м в хвостовой части, стартовую массу 197 кг, использует двигатель Rocketdyne Mk 52. Боевая часть непрерывно-стержневого типа (поражение цели производится кольцом из соединённых друг с другом стержней), весом 30 кг. Максимальная дальность стрельбы при использовании этой ракеты составляет 10 км. Ракета модификации AIM-7F отличается использованием нового двухрежимного двигателя Hercules Mk 58, что позволило ракете быстрее набирать скорость и увеличило её дальность полёта. Максимальная скорость ракеты составляет 2,5 М. Применена новая головка самонаведения с твердотельной электроникой, что позволило снизить её массы и габариты и увеличить массу боевой части (также непрерывно-стержневого типа) до 39 кг. Стартовая масса ракеты, по различным источникам, составляет 227 кг, 231 кг или 233,6 кг. Ракета модификации AIM-7M отличается использованием новой моноимпульсной головки самонаведения, обладающей лучшими возможностями для поражения маловысотных целей, а также большей устойчивостью к использованию противником средств радиоэлектронной борьбы. Также эта ракета имеет новую осколочно-фугасную боевую часть весом, по разным данным, 39−40 кг, с улучшенным взрывателем. Стартовая масса ракеты составляет, по разным данным, 230—231 кг. Вариант ракеты AIM-7M, адаптированный для использования в корабельном ЗРК Sea Sparrow, имеет обозначение RIM-7M, отличается уменьшенным до 0,62 м размахом крыльев хвостового оперения.
В модификации Skyguard/Aspide используются ракеты Aspide Mk.1 и Aspide 2000. Ракеты хранятся, транспортируются и размещаются на пусковой установке в герметичных транспортно-пусковых контейнерах. Ракета Aspide Mk.1 имеет следующие характеристики: длина ракеты составляет 3,7 м, диаметр корпуса — 0,203 м, размах крыльев — 0,68 м, стартовая масса — 220 кг. Двигатель ракеты весом 54 кг, время горения — 3,5 с, сообщает ракете максимальную скорость около 2 М. Головка самонаведения моноимпульсная, работающая в J-диапазоне частот. Боевая часть весом 33 кг осколочно-фугасная, с готовыми поражающими элементами.
Ракета Aspide 2000 при той же длине и размахе крыла отличается применением более мощного двигателя, в результате стартовая масса ракеты возросла до 241 кг, а диаметр корпуса в районе двигателя увеличился до 0,234 м (в носовой части ракеты диаметр корпуса остался прежним). Максимальная скорость ракеты возросла до более чем 2,5 М. Ракета может маневрировать с перегрузками до 9g, её головка самонаведения обладает улучшенными возможностями работы в условиях применения противником средств радиоэлектронной борьбы.
| Ракета                     | AIM-7E | AIM-7F    | AIM-7M  | RIM-7M | Aspide Mk.1 | Aspide 2000 |
| -------------------------- | ------ | --------- | ------- | ------ | ----------- | ----------- |
| Длина, м                   | 3,66   | 3,66      | 3,66    | 3,66   | 3,7         | 3,7         |
| Диаметр, м                 | 0,203  | 0,203     | 0,203   | 0,203  | 0,203       | 0,203/0,234 |
| Размах крыльев, м          | 1,02   | 1,02      | 1,02    | 1,02   | 0,68        | 0,68        |
| Стартовая масса, кг        | 197    | 227—233,6 | 230—231 | 227    | 220         | 241         |
| Вес боевой части, кг       | 30     | 39        | 39—40   | 40     | 33          | 33          |
| Год принятия на вооружение | 1969   | 1977      | 1983    | 1983   | 1979        | 1994?       |

### Система управления огнём Skyguard
Система управления огнём Skyguard представляет собой кабину, смонтированную на двухосном прицепе (возможно размещение кабины и на других транспортных средствах). Кабина выполнена из огнестойкого, армированного стекловолокном полиэстера, оборудована системой кондиционирования воздуха. В боевом положении кабина устанавливается на четыре выносные опоры (аутригеры), оборудованные системой выравнивания. Внутри кабины находятся рабочие места операторов и аппаратура. На крыше кабины в едином комплексе размещены антенны радиолокаторов и телевизионная система, в походном положении антенны складываются. В верхней части антенного комплекса размещена поисковая импульсно-доплеровская РЛС, которая работает в диапазонах I и J, и способна обнаруживать цели на расстоянии до 20 км (по другим данным, максимальная дальность обнаружения составляет 17—25 км), в том числе в сложной помеховой обстановке. РЛС использует антенну Кассегрена кругового обзора, вращающуюся с частотой 60 об/мин, средняя мощность передатчика составляет 200 Вт. Ширина диаграммы направленности антенны по азимуту 1,7°, по углу места цели 55°. РЛС способна обнаруживать цели, летящие со скоростью до 1350 м/с, разрешающая способность по дальности 160 м. Ниже неё располагается импульсно-доплеровская РЛС сопровождения целей, работающая в К-диапазоне. Её дальность действия составляет около 15 км, ширина диаграммы направленности составляет 2,2°. Особенностью РЛС является способность одновременно отслеживать не только цель, но пуск с неё ракеты «воздух-поверхность». В этом случае оператору подаётся звуковой сигнал, и он принимает решение о пуске ракеты по наиболее опасной цели. Справа от РЛС сопровождения находится телевизионная система, с помощью которой возможно наблюдение за целями, при хорошей видимости, на расстоянии до 15 км. Как правило, телевизионная система используется при активном применении противником средств радиоэлектронной борьбы, она может использоваться как в автоматическом, так и в ручном режимах, при этом при необходимости оператор может быстро перейти на сопровождение цели при помощи РЛС.
Задачи управления огнём выполняются компьютером Cora 11M. Он оценивает степень угрозы каждой цели, производит расчёт точки упреждения для стрельбы зенитных орудий и оптимального размера очереди, выдаёт команды на пуск ракет, управляет РЛС и телевизионной системой, производит мониторинг всех систем комплекса. Также компьютер используется для имитации боевой обстановки при обучении операторов. В кабине расположены рабочие места двух операторов (включая командира комплекса), оборудованные пультами управления с рукоятками управления РЛС и телевизионной системой, индикатором кругового обзора, телевизионным экраном. Энергоснабжение системы управления огнём производится при помощи автономного генератора с бензиновым двигателем мощностью 20 кВт, который располагается внутри кабины, но может быть и вынесен из неё.

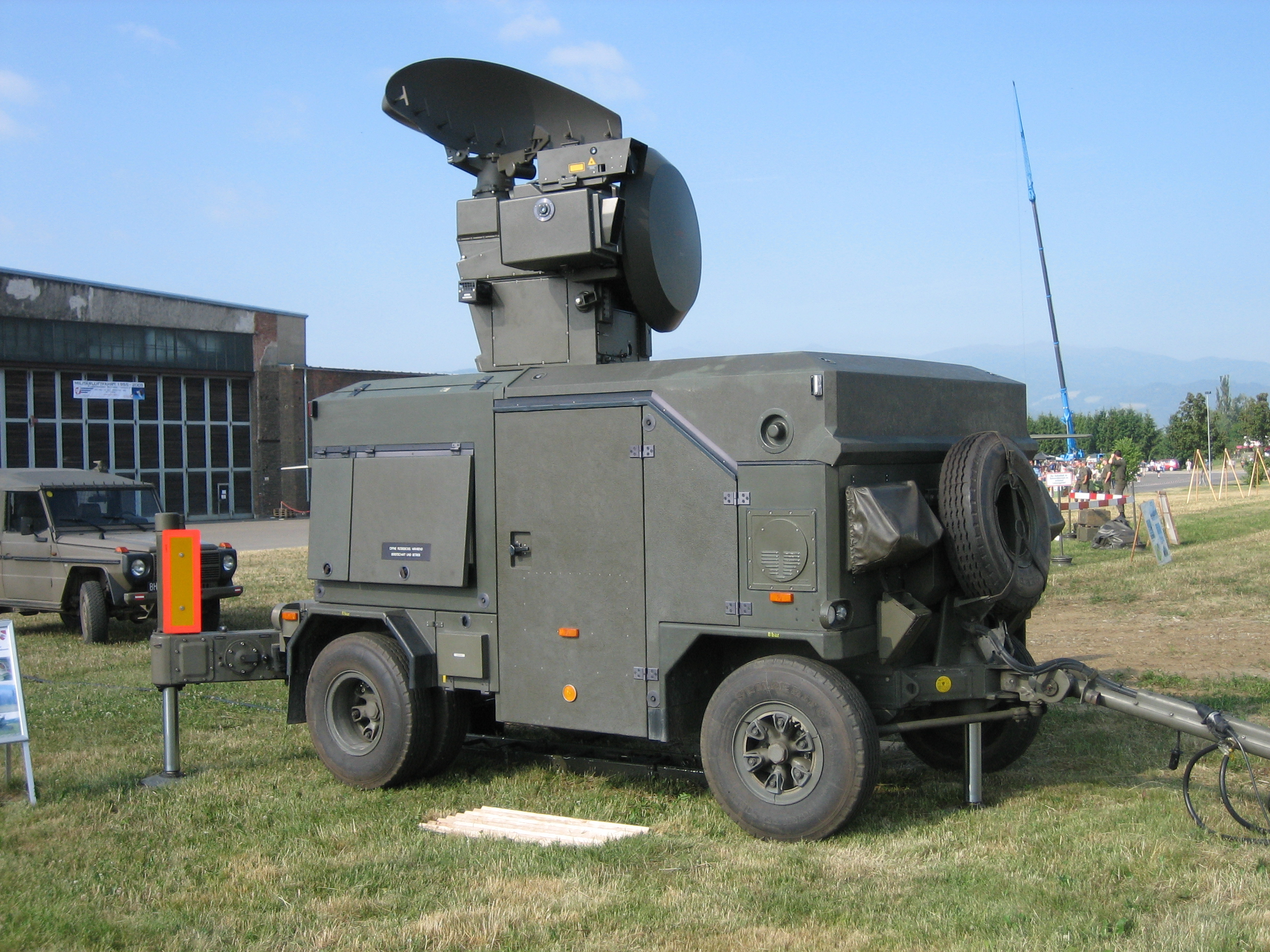
Система управления огнём Skyguard
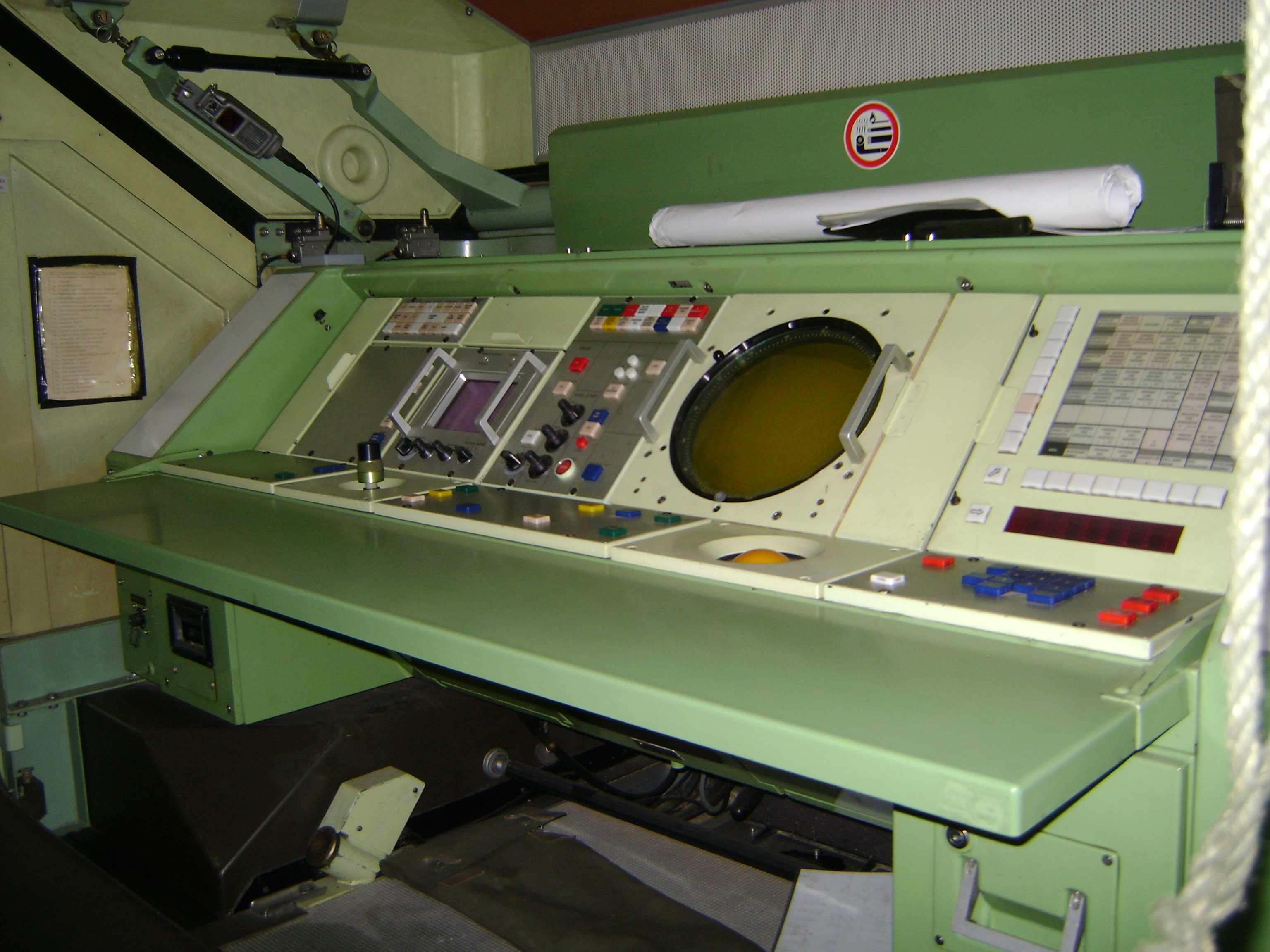
Пульт оператора Skyguard

### Пусковые установки
Пусковые установки четырёхзарядные, контейнеры с ракетами расположены попарно вертикально друг над другом с двух сторон от кабины оператора, закреплённой на поворотной платформе. В передней части кабины оператора закреплены антенна РЛС подсветки I-диапазона и оптический прицел. Управление пусковой установкой производится автоматически по командам с системы управления огнём Skyguard, либо вручную оператором. Пусковая установка смонтирована на четырёхколёсном лафете (аналогичном тому, на котором смонтированы зенитные пушки Oerlikon GDF), в боевом положении устанавливается на три выносные опоры. Перезарядка пусковой установки производится путём замены транспортно-пусковых контейнеров с ракетами при помощи автомобильного крана и занимает 5-6 минут. В модификации Skyguard/Aspide итальянской армии используются шестизарядные пусковые установки (два ряда по три ракеты) без кабины оператора.

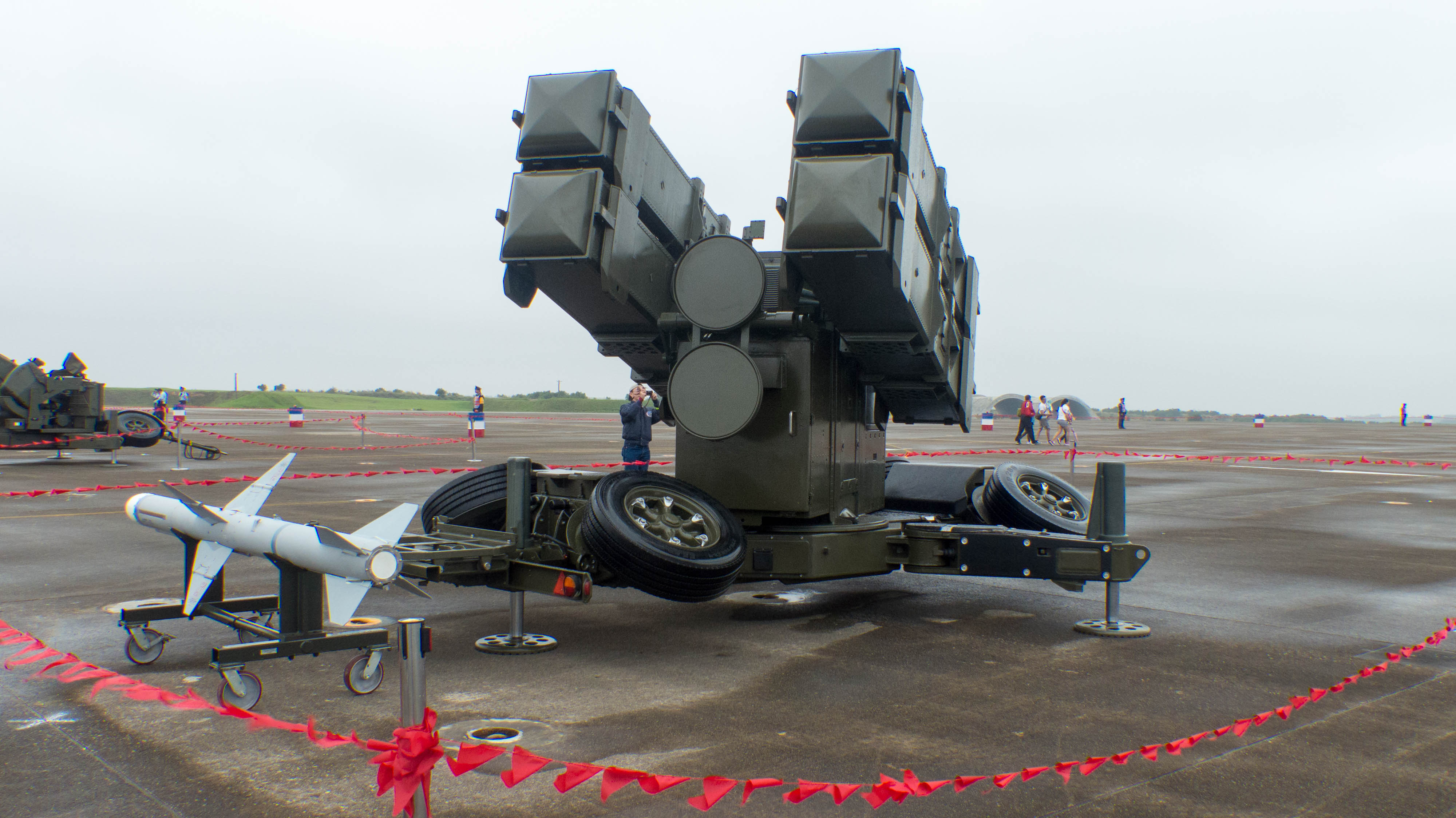
Пусковая установка Skyguard/Sparrow ВВС Тайваня
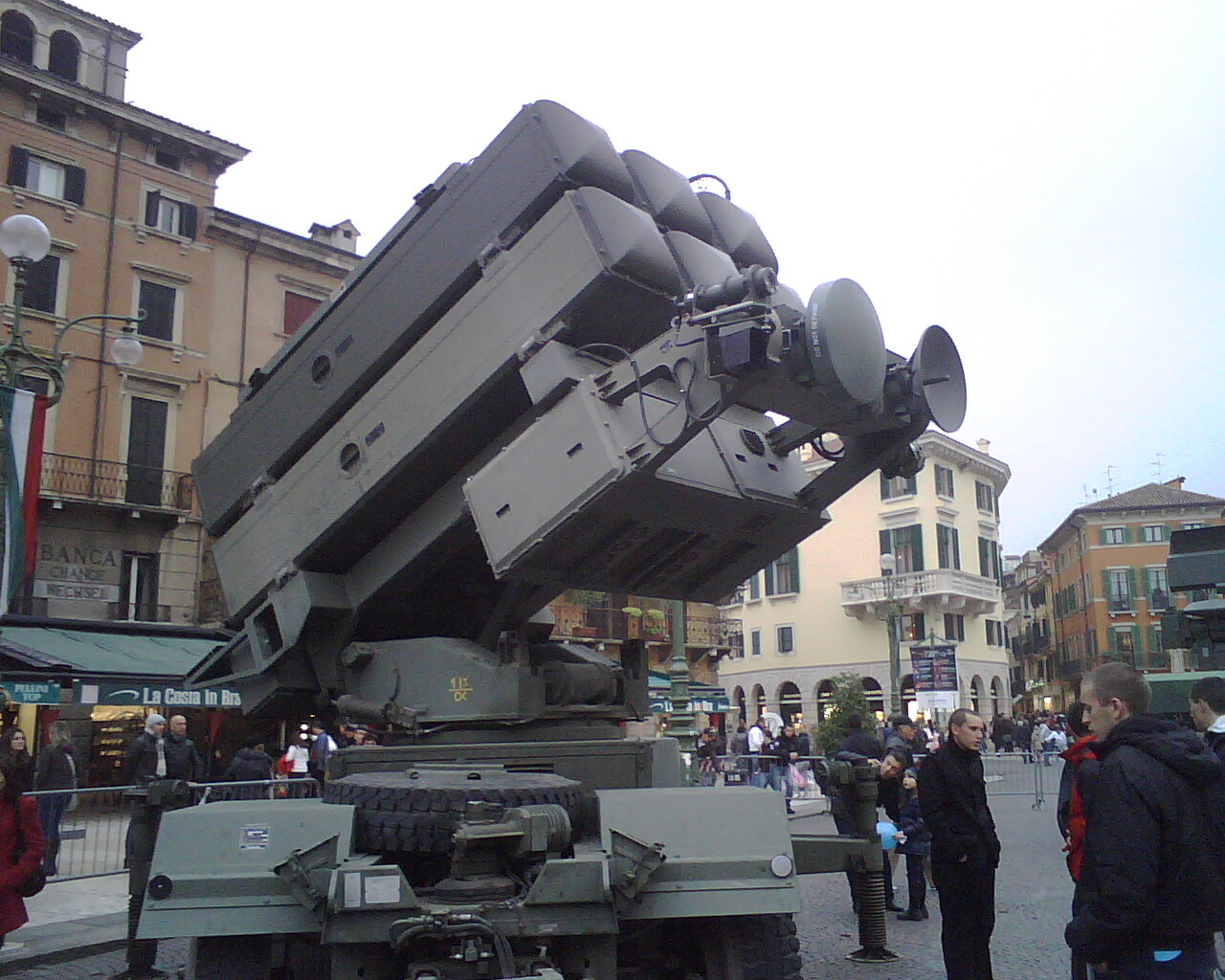
Пусковая установка Skyguard/Aspide армии Италии

### Артиллерийские установки
В состав комплекса входят спаренные 35-мм автоматические зенитные артиллерийские установки Oerlikon GDF различных модификаций, которые могут вести огонь как автоматизированно под управлением Skyguard, так и в автономном режиме. Каждая установка модификации GDF-002 включает в себя две пушки Oerlikon KDB (патрон 35×228 мм, начальная скорость 1175 м/с, вес снаряда 0,55 кг), установленные в одной люльке, два механизма подачи патронов, верхний лафет, нижний лафет, систему прицеливания. Углы возвышения установки составляют от −5° до +92°, скорострельность 1100 выстр/мин (2×550 выстр/мин), эффективная дальность стрельбы — 4 км, вес установки — 6,7 т. Магазины с патронами расположены по обе стороны люльки, каждый магазин вмещает 56 патронов, снаряжение магазинов производится из 7-зарядных обойм, которыми наполняются два 63-зарядных контейнера. Вращающаяся часть установки смонтирована на верхнем лафете, вращение производится электродвигателями, скорость горизонтального наведения составляет 112°/с, вертикального наведения — 56°/с. На верхнем лафете также расположены прицелы для стрельбы по воздушным и наземным целям и сиденья для трёх членов расчёта (наводчик и двое заряжающих). Нижний лафет двухосный, при переводе в боевое положение устанавливается на три выносные опоры, обеспечивающие горизонтирование всей установки. Перевод установки из походного в боевое положение усилиями трёх человек производится за 1,5 минуты, одного человека — за 2,5 минуты. В походном положении установка буксируется трёхосным грузовиком со скоростью до 80 км/ч. Модификация GDF-005 отличается наличием устройства автоматического снаряжения магазинов (боекомплект установки составляет 238 выстрелов, из них 112 в магазинах и 126 в резервных контейнерах), что позволило уменьшить расчёт орудия до одного человека, ограничением скорострельности до 680 выстр/мин, внедрением компьютеризированной системы управления огнём с оптоэлектронной системой сопровождения целей и лазерным дальномером, размещением на установке блока питания с аккумуляторными батареями. Вес установки увеличился до 7,7 т. Начиная с модификации GDF-006 внедрена возможность использования боеприпасов с программируемым подрывом AHEAD.

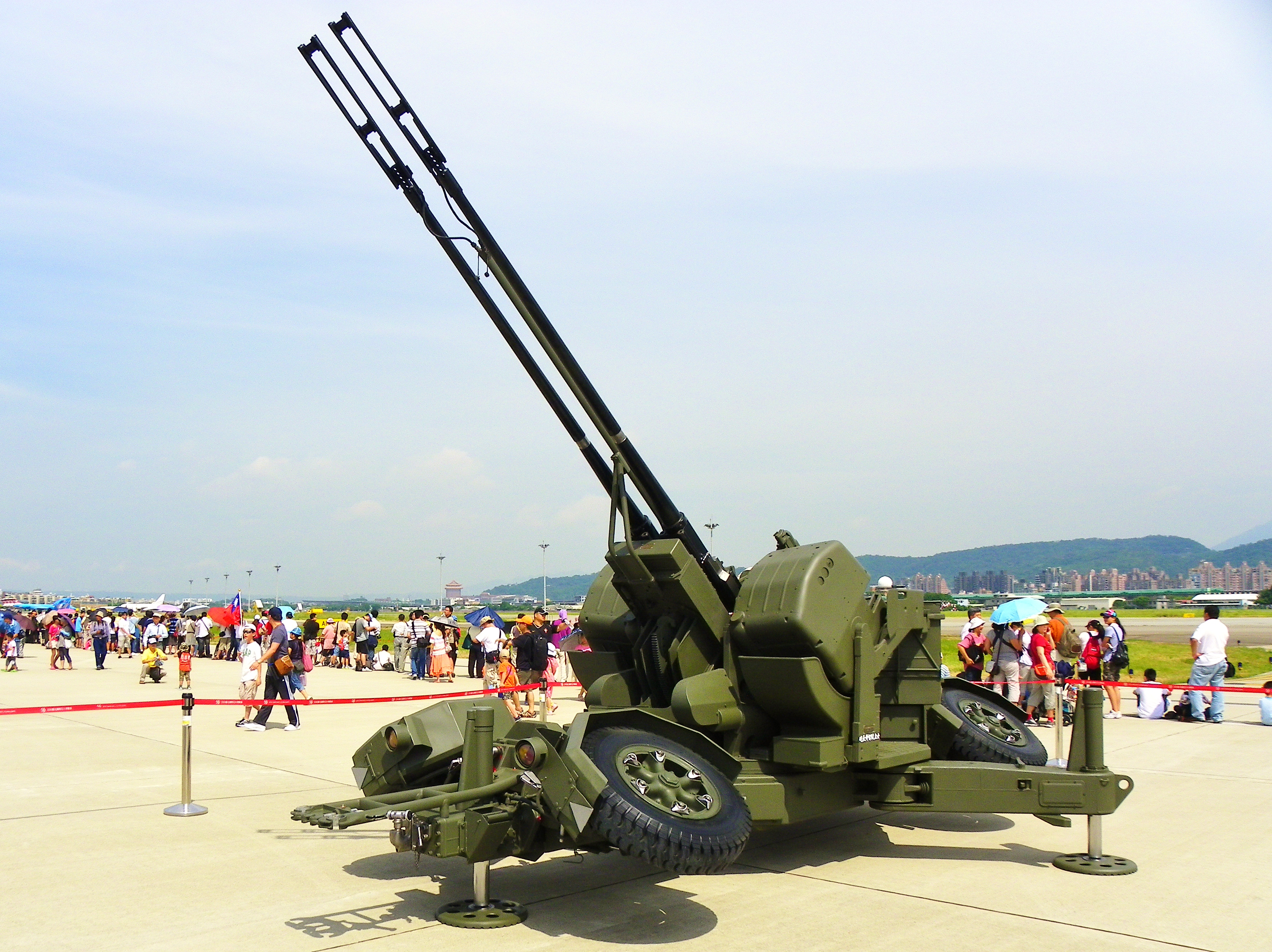
Oerlikon GDF-003
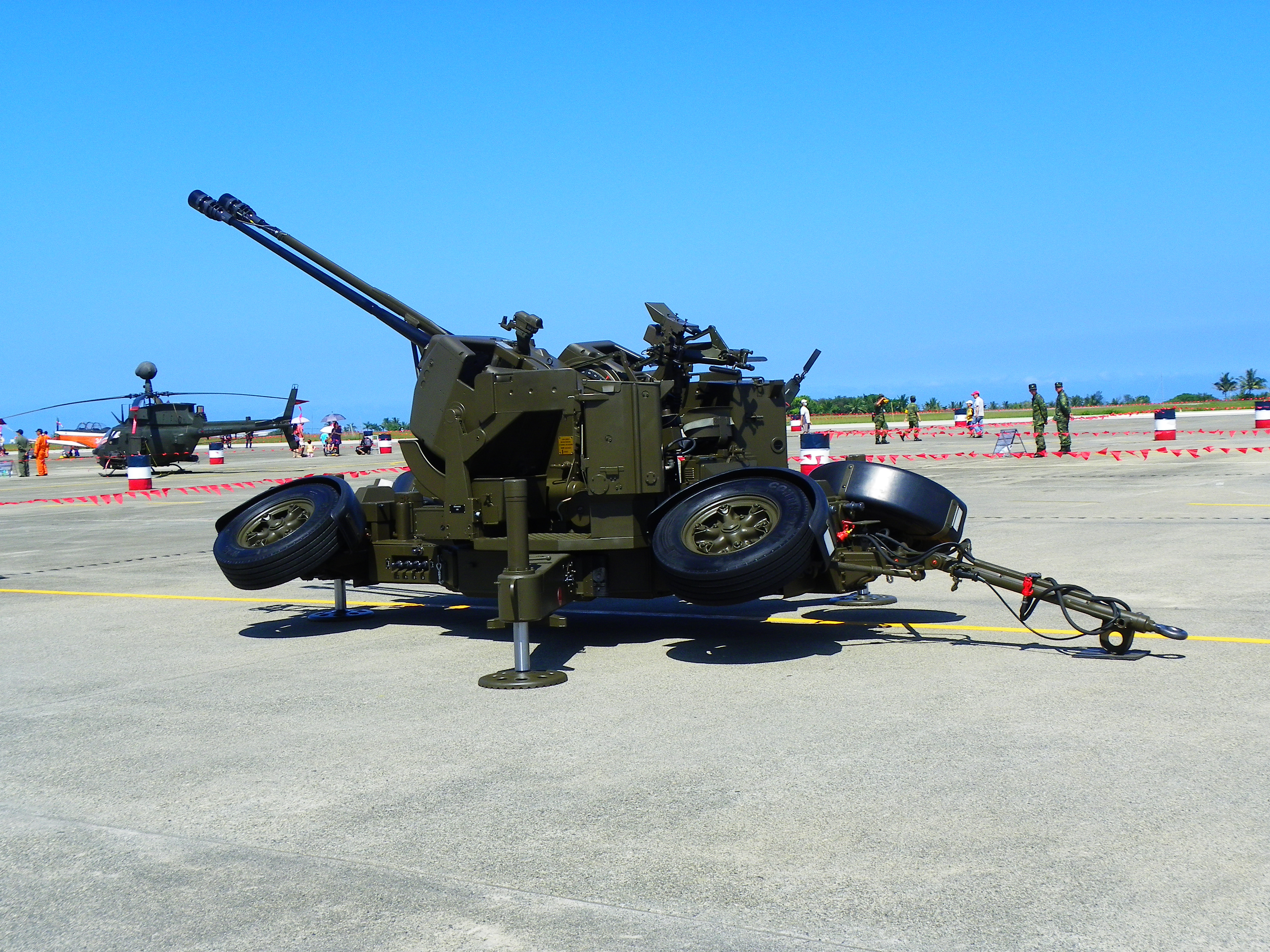
Oerlikon GDF-006

## Служба и боевое применение
На вооружении армий стран, в которых располагаются фирмы-производители комплекса (Швейцария и США) Skyguard/Sparrow не состоял. В 1982 году Египет заключил контракт на поставку 18 батарей Skyguard/Sparrow (40 пусковых установок), поставки были произведены в 1984—1987 годах. В Египте комплекс получил собственное имя Amoun и поступил на вооружение трёх бригад войск противовоздушной обороны страны. От базовой версии комплекс Amoun отличается внедрением 16 модификаций, включая более мощную РЛС подсветки, что обеспечивает максимальную дальность стрельбы 20 км, усовершенствованную РЛС поиска с улучшенными возможностями работы в сложной помеховой обстановке, новый компьютер и программное обеспечение. В кабине системы управления огнём расположены рабочие места для трёх операторов. В комплексе используются ракеты AIM-7E, AIM-7F и AIM-7M, а также артиллерийские установки Oerlikon GDF-003. В середине 2000-х годов комплексы были модернизированы с использованием современной цифровой электроники и нового твердотельного передатчика РЛС.
В 1983 году был заключён контракт с Грецией на поставку комплексов Skyguard/Sparrow, поставки были начаты в 1984 году (по другим данным, комплексы были поставлены в 1982 году). Всего для ВВС Греции было поставлено 12 систем Skyguard, 20 пусковых установок, 280 ракет RIM-7M, 44 артиллерийские установки Oerlikon GDF-003. В Греции комплекс получила собственное наименование Velos, каждая батарея включает в себя РЛС Super Giraffe (дальность обнаружения целей — 40 км), две системы управления огнём Skyguard, четыре пусковые установки и четыре артиллерийские установки. Каждая батарея может одновременно сопровождать до 20 целей и поражать 6 из них (4 ракетами и 2 пушками), максимальная дальность стрельбы ракетами составляет 16 км. Комплексы используются для противовоздушной обороны аэродромов.
В 1985 году Испания заключила контракт на поставку 13 пусковых установок и 200 ракет Aspide Mk.1, а также семи комплектов оборудования для модернизации ранее поставленных систем Skyguard. Поставки были завершены в 1989 году. Испанский вариант комплекса Skyguard/Aspide получил собственное наименование Toledo, батарея комплекса включает в себя одну систему Skyguard, две пусковые установки с ракетами Aspide и две артиллерийские установки Oerlikon GDF-005. 6 батарей комплекса поступили на вооружение 73-го зенитно-артиллерийского полка, отвечающего за противовоздушную оборону 3-й механизированной дивизии и базы ВМС в Картахене. Ещё одна пусковая установка и одна система Skyguard были переданы в артиллерийскую школу. По состоянию на 2020 год, планировалось снятие комплексов с вооружения, по состоянию на 2022 год, системы Skyguard/Aspide были сняты с вооружения испанской армии.
В конце 1980-х годов Кувейт заключил контракт на поставку 11 батарей комплекса Skyguard/Aspide в версии Amoun. Пять из них были поставлены в страну к 1990 году и были захвачены иракской армией в ходе вторжения Ирака в Кувейт, после чего, вероятно, были уничтожены в ходе операции «Буря в пустыне». Ещё одна батарея находилась на момент вторжения в Египте и была доставлена в Кувейт после окончания боевых действий. Впоследствии были поставлены и остальные пять батарей. В 2007 году был заключён контракт на адаптацию комплекса к использованию ракет Aspide 2000, в 2009 году были произведены успешные пуски этих ракет. Комплекс находится на вооружении ВВС страны.
В 1991 году 12 батарей комплекса Skyguard/Aspide были поставлены Национальной гвардии Кипра. Комплекс использует ракеты Aspide 2000 (всего было поставлено 144 ракеты). В этой стране комплекс имеет собственное наименование Otellos, каждая батарея состоит из одной системы Skyguard, двух пусковых установок с ракетами Aspide и двух артиллерийских установок Oerlikon GDF-003.
В 1980-х годах Тайвань закупил 24 системы Skyguard, 50 артиллерийских установок Oerlikon и некоторое количество (не менее 30) пусковых установок Sparrow. В качестве ракеты используются RIM-7M, поставленные в количестве 500 штук в 1991 году. В 2009—2011 годах артиллерийские установки Oerlikon GDF-003 были модернизированы до версии GDF-006. По состоянию на 2010 год указывалось наличие в составе ВВС Тайваня 6 батарей Skyguard/Sparrow.
Комплексы Skyguard/Aspide использовались армией Италии, каждый комплекс включает в себя одну систему Skyguard и две пусковые установки с ракетами Aspide. Всего в Италию были поставлены 84 системы Skyguard, предназначенных для работы совместно с пусковыми установками Aspide, артиллерийские установки Oerlikon в Италию не поставлялись. Справочником The Military Balance по состоянию на 2022 год указывалось наличие на вооружении армии Италии 32 пусковых установок Skyguard/Aspide, в 2023 году и позднее эти системы на вооружении не указываются. Планируется, что на смену комплексам Skyguard/Aspide на вооружение будет принят новый зенитно-ракетный комплекс MAADS, использующий ракету CAMM-ER.
По сообщениям СМИ, в начале 2023 года планировалась передача Украине комплексов Skyguard/Aspide Италией, также о рассмотрении возможности передачи комплексов заявляла премьер-министр Италии Джорджа Мелони. Официально информация о поставках не подтверждена, поскольку Италия не раскрывает детали военной помощи Украине. Передача Украине артиллерийских установок Oerlikon GDF блокируется Швейцарией, придерживающейся политики нейтралитета. В июле 2023 года в ходе боевых действий на Украине один украинский комплекс Skyguard/Aspide был атакован российским барражирующим боеприпасом «Ланцет», в результате система управления огнём Skyguard была уничтожена. Согласно данным справочника The Military Balance, по состоянию на начало 2025 года на вооружении Украины имелось более четырёх пусковых установок Skyguard/Aspide.
| Страна               | Количество батарей | Количество пусковых установок | Версия комплекса          | Ракеты                 | Артиллерийские установки | Статус на 2024 год            |
| -------------------- | ------------------ | ----------------------------- | ------------------------- | ---------------------- | ------------------------ | ----------------------------- |
| Египет               | 18                 | 40                            | Skyguard/Sparrow (Amoun)  | AIM-7E, AIM-7F, AIM-7M | Oerlikon GDF-003         | на вооружении                 |
| Греция               | ?                  | 20                            | Skyguard/Sparrow (Velos)  | RIM-7M                 | Oerlikon GDF-003         | на вооружении                 |
| Испания              | 6                  | 13                            | Skyguard/Aspide (Toledo)  | Aspide Mk.1            | Oerlikon GDF-005         | снят с вооружения в 2021 году |
| Кувейт               | 11                 | 22                            | Skyguard/Aspide (Amoun)   | Aspide 2000            | Oerlikon GDF-?           | на вооружении (6 батарей)     |
| Кипр                 | 12                 | 24                            | Skyguard/Aspide (Otellos) | Aspide 2000            | Oerlikon GDF-003         | на вооружении                 |
| Китайская Республика | не менее 6         | не менее 30                   | Skyguard/Sparrow          | RIM-7M                 | Oerlikon GDF-006         | на вооружении                 |
| Италия               | не менее 16        | не менее 32                   | Skyguard/Aspide           | Aspide                 | нет                      | снят с вооружения в 2022 году |
| Украина              | не менее 1         | более 4                       | Skyguard/Aspide           | ?                      | нет                      | на вооружении                 |